# Pieter François Timmers Verhoeven
Pieter François Timmers Verhoeven (Dordrecht, 16 juli 1802 - aldaar, 10 juni 1850)  was een Nederlandse advocaat en politicus.
Pieter Timmers Verhoeven heeft altijd in Dordrecht gewoond. Zijn vader Henricus Petrus was arts en tevens lid van de Raad van Dordrecht. Pieter had twee jongere broers, Martinus Gerardus (1801) werd burgemeester van Dordrecht en dr Hendricus Petrus (1804) werd predikant. Hij had ook nog een zuster.

Nadat Pieter een jaar op de lagere school had gezeten besloten zijn ouders hem verder privé onderwijs te laten krijgen van R. van der Pijl. In 1816 ging hij naar de Latijnse school en in 1821 voor zijn studie Romeins en hedendaags recht naar de Hoge School in Leiden. Daar slaagde hij cum laude op 20 juni 1826.

## Carrière
In 1826 werd hij advocaat in Dordrecht. Hij was 2e luitenant der Schutterij van Dordrecht en nam als zodanig deel aan de Tiendaagse Veldtocht. In 1937 werd hij tot kapitein gepromoveerd. 
Van 1 juli 1838 tot 1 mei 1840 was hij substituut-officier van justitie in Dordrecht. Op 1 mei 1840 tot zijn overlijden in 1850 was hij officier van justitie in Dordrecht. Op 19 november 1840 trouwde hij met Elisabeth Catharina Tissot van Patot, met wie hij twee zonen kreeg. Daarnaast was hij vanaf 1 november 1842 schoolopziener van het vijfde district van Zuid-Holland en van 21 oktober 1845 tot 16 oktober 1848 lid van de Tweede Kamer der Staten-Generaal voor Zuid-Holland.

## Nevenfucties
Pieter Timmers Verhoeven had allerlei bestuursfuncties. Hij was regent van het Huis van Arrest vanaf 1840 en lid van het Genootschap tot zedelijke verbetering van gevangenen. Ook het onderwijs kreeg zijn aandacht. Hij werd in 1842 lid van de provinciale commissie voor het onderwijs in Zuid-Holland, en lid en secretaris van de commissie voor het lager-onderwijs. 